# Vraneša
Vraneša es un pueblo ubicado en la municipalidad de Nova Varoš, en el distrito de Zlatibor, Serbia.

## Superficie
Posee una superficie de 13,95 kilómetros cuadrados.

## Demografía
Hasta 2011 la población era de 404 habitantes, con una densidad de población de 28,96 habitantes por kilómetro cuadrado.